# Божья Воля (село)
Божья Воля (укр. Божа Воля) — село в Яворовской городской общине Яворовского района Львовской области Украины.
Население по переписи 2001 года составляло 85 человек. Занимает площадь 0,203 км². Почтовый индекс — 81006. Телефонный код — 3259.